# Флаг Чукотского автономного округа
Флаг Чуко́тского автономного округа является официальным символом Чукотского автономного округа как субъекта Российской Федерации. Первый флаг, принятый субъектом Российской Федерации.

## Флаг 1994 года
«Положение о флаге Чукотского автономного округа», принятое 28 февраля 1994 года, утвердило первый флаг Чукотского автономного округа:

Флаг Чукотского автономного округа представляет собой прямоугольное полотнище голубого цвета с белым трёхугольником, расположенным основанием к древку, остриём в центр полотнища. В центре белого трёхугольника расположена символика Российского флага в жёлтой окантовке в виде окружности. 

Отношение ширины флага к его длине — 1:2. Размер основания белого трёхугольника соответствует ширине флага. 

Центр окружности (О) внутри трёхугольника расположен на пересечении лучей, исходящих из вершин трёхугольника к серединам противолежащих сторон. Разность радиусов внешней и внутренней окружностей (R2-R1=a) равна ширине цветных полос эмблемы Российского флага и расстоянию от ближайшей точки внешней окружности до внутренних сторон трёхугольника.

Значение символики флага:
- Белый треугольник — расположен основанием к флагштоку, остриём в центр флага (на восток), символизирует: образное изображение территории Чукотского автономного округа — полуострова, как самой крайней территории государства Российского;
- Размер белого треугольника — суши (земли Чукотской) в соотношении с размерами «океанов», «неба» символизирует — бесконечный простор, огромную территорию автономного округа;
- Острие белого треугольника в центре флага разделяет голубой цвет — цвет морской волны, символизирующий два океана, омывающие территорию автономного округа (Северный Ледовитый и Тихий океаны);
- Белый цвет треугольника означает Север (Арктику), снежные просторы, чистую, ранимую территорию;
- Белый и голубой цвета на флаге символизируют белые и полярные ночи;
- В то же время, голубой цвет символизирует, что Чукотка омывается водами и на её территории очень много водоёмов;
- Эмблема Российского флага в центре белого треугольника означает, что это единое Российское государство (земля России);
- Жёлтый ободок вокруг эмблемы Российского флага на белом треугольнике означает, что в России солнце восходит (день начинается) именно с Чукотки;
- Жёлтый ободок символизирует «Ярар» — национальную культурную символику малочисленных коренных народов Чукотки;
- В то же время жёлтый ободок символизирует золото — основную золотодобывающую отрасль автономного округа (золотой, валютный цех государства).

## Флаг 1997 года

### Описание
29 октября 1997 года был принят новый закон «О флаге Чукотского автономного округа», изменивший пропорцию и основной цвет полотнища флага:

Флаг Чукотского автономного округа представляет собой прямоугольное полотнище синего цвета с белым треугольником, расположенным основанием к древку, остриём — в центр полотнища. В центре белого треугольника расположена символика Российского флага в жёлтой окантовке в виде окружности. 

Размер основания белого треугольника соответствует ширине флага. 

Центр окружности внутри треугольника расположен на пересечении лучей, исходящих из вершин треугольника к серединам противолежащих сторон. 

Разность радиусов внешней и внутренней окружностей равна ширине цветных полос эмблемы Российского флага и расстоянию от ближайшей точки внешней окружности до внутренних сторон треугольника. 

Отношение ширины флага к его длине — 2:3. 

Изображение флага с двух сторон одинаковое.

19 февраля 2004 года вышел новый закон «О флаге Чукотского автономного округа», не внёсший изменение в изображение флага:

Флаг Чукотского автономного округа представляет собой прямоугольное полотнище синего цвета с белым треугольником, расположенным основанием к древку, остриём — в центр полотнища. В центре белого треугольника расположена символика Государственного флага Российской Федерации в жёлтой окантовке в виде кольца.

### Толкование символики
Символика Флага Чукотского автономного округа:
- Треугольник — образное изображение Чукотского полуострова — территории Чукотского автономного округа, самой крайней территории Российской Федерации
- Белый цвет треугольника символизирует Арктику, белые ночи, снежные просторы, чистую, ранимую территорию
- Голубой цвет на флаге символизирует, что Чукотский полуостров омывается водами двух океанов — Северного Ледовитого и Тихого
- Кольцо вокруг эмблемы Государственного флага Российской Федерации в центре треугольника и её жёлтый цвет символизируют то, что солнце над Россией восходит именно на Чукотском полуострове, и новый день начинается отсюда, а также ярар — музыкальный инструмент коренных малочисленных народов Севера, проживающих в Чукотском автономном округе
- Жёлтый цвет кольца символизирует также золото, золотодобывающую промышленность — основную отрасль экономики Чукотского автономного округа

### Геометрические характеристики символов Флага Чукотского автономного округа
- Определяющей величиной является значение ширины Флага автономного округа (H).
- Отношение ширины Флага автономного округа (H) к его длине (L) — 2:3
- Размер стороны равностороннего треугольника равен ширине Флага автономного округа (H).
- Центр окружности (О) лежит на пересечении медиан треугольника (лучей, проведённых из вершин треугольника к серединам противоположных сторон треугольника).
- Ширина цветных полос эмблемы Государственного флага Российской Федерации — a.
- а = 0,082 × H
- R1 = 0,124 × H
- R2 = 0,206 × H